# F-segment

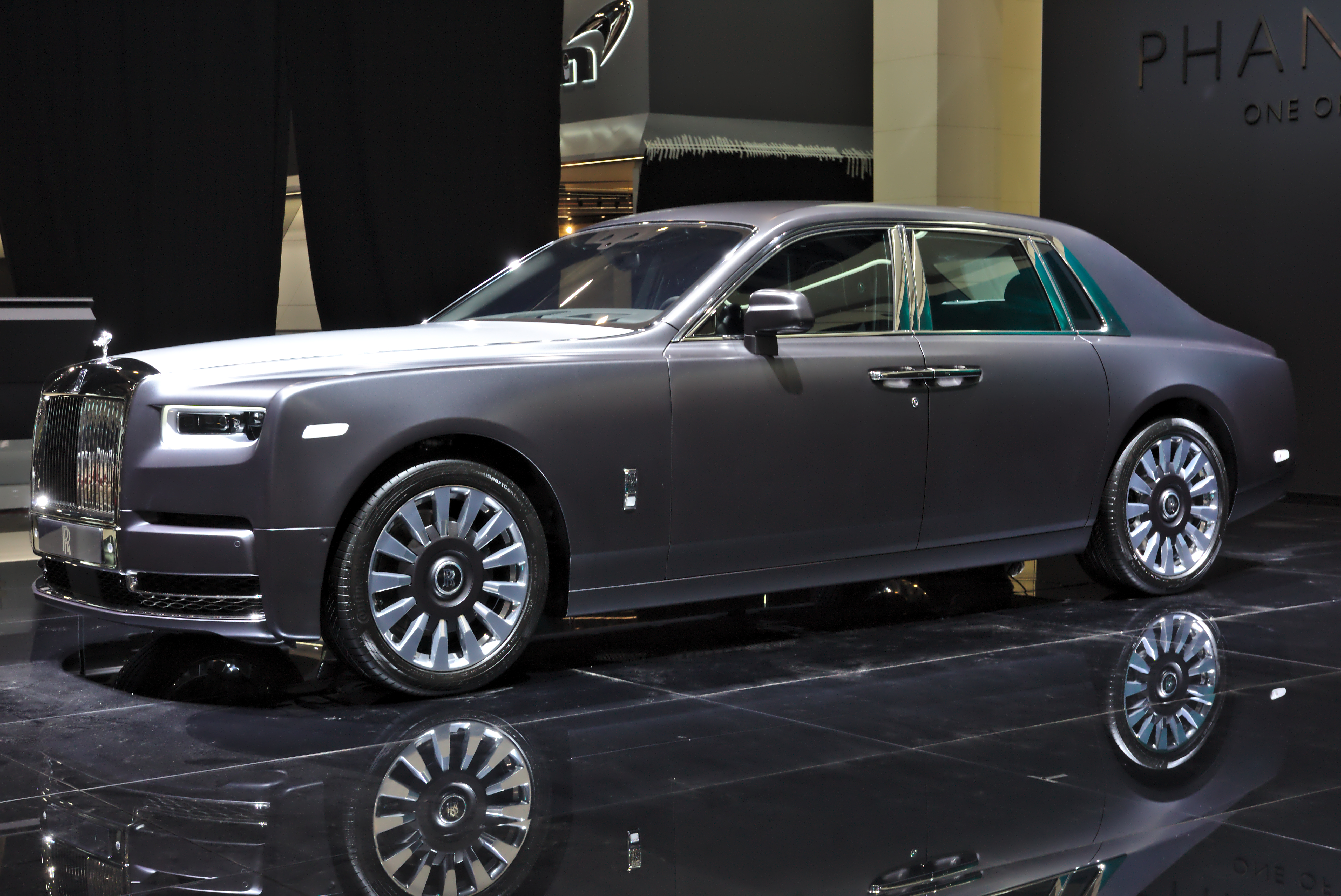
Rolls-Royce Phantom VIII är en av de mest exklusiva modellerna i hela segmentet.

F-segment (eller Lyxbil) är en fordonsklassificering definierad av Europeiska kommissionen som det sjätte segmentet inom europeisk fordonsklassificering efter E-segmentet och före J-segmentet.